# Portrait d'un homme (Vélasquez, Madrid)
Ne doit pas être confondu avec Portrait d'un homme (Vélasquez, New York).
Le Portrait d'homme est une huile sur toile de la première période de Diego Velázquez, peinte en Madrid vers 1623 et conservée au Musée du Prado depuis la création du musée en 1819, comme legs de la collection de Ferdinand VII.

## Description
La toile respecte les conventions propres au portrait, représentant le buste d'un homme jeune en position 3/4 et regardant de face sur un fond neutre. Il est vu de noir avec un col blanc à liseré. Les touches de peinture sont serrés, bien que la radiographie montre un plus grand écart entre les coups de pinceaux que ce qui est visible. La gamme de couleur est restreinte au noir du vêtement, au brun sombre, aux roses et aux bruns des carnations et au blanc grisé du col.
Aucune information antérieure à l'arrivée de la toile au musée n'est disponible. Le tableau ne faisait pas partie de la collection royale, peut-être à cause de l'absence de traits caractéristiques. Le col qui est peint - blanc argenté et amidonné - commença à être utilisé à Madrid en substitution de la collerette en janvier 1623, après la promulgation de lois contre le luxe dans les vêtements, selon ce que rappelle José López-Rey, ce qui permet de dater le portrait après cette date, mais également peu après, car ce tableau semble annoncer le premier des portraits de Philippe IV duquel il est stylistique proche.
Rude et dur pour Carl Justi, (information apocryphe),il possède de nombreuses caractéristiques de Vélasquez, comme le modelé du visage par tâches de lumière et les éclats. Réalisé avec une simplicité notable, la base rouge intense sur laquelle il peint est caractéristique des œuvres réalisées par Vélasquez à Madrid, où il s'établit définitivement en 1623. Les touches de lumière du nez, des yeux et les petites touches de pinceau avec lequel est modelé la forme des cils, sourcils et moustaches sont également caractéristiques du peintre.
La toile est considérée comme un autoportrait du peintre par Jacinto Octavio Picón et d'autres critiques (Allende Salazar, August L. Mayer et José Camón Aznar). Ces derniers pensent néanmoins qu'il s'agit d'une copie.
López-Rey et Jonathan Brown pensent que la toile est de Vélasquez mais qu'il s'agirait du portrait d'un frère de l'artiste du nom de Jean, également peintre, et établi à Madrid. Ils arrivent à cette conclusion en mettant en avant des similitudes entre le personnage de cette toile et celui de Saint Jean à Patmos. Pour Fernando Marías, il est possible que ce tableau et d'autres d'importance mineure réalisés à cette époque eussent servi au peintre pour essayer de nouvelles techniques picturales avant de les appliquer aux portraits royaux

## liens externes
- Ressource relative aux beaux-arts :   - Musée du Prado